# 火龍 (映画)
『火龍』（かりゅう）は、愛新覚羅溥儀の後半生を描いた1986年の中国・香港合作映画である。監督はリー・ハンシャン（李翰祥）。日本での公開は1987年9月。ビデオ邦題は『火龍 ザ・ラスト・エンペラー』。

## 内容
溥儀が終戦後にソ連軍に捕らえられた後、中国に送還され、撫順収容所に収監。ここで「改造」教育を受けた後、一般人として北京で暮らし始め、妻を迎えささやかながらも幸せな暮らしを送る。しかし、文化大革命によって、過去の罪悪を蒸し返され、満州国時代の側室「福貴人」だった李玉琴の追及（彼女もまた、過去の経歴がもとで迫害を受けていた）や紅衛兵の迫害に苦しむ中で、腎臓癌で死ぬまでを、妻・李淑賢の回想録を基に描いている。
多少時間は重なるものの、テレビドラマ『ラストエンペラー』の続編的存在であり、事実清の皇帝として即位する場面と、ドラマ『ラストエンペラー』に於ける同場面の映像の両方で満州国皇帝時代のニュース映画の実写フィルムが用いられている。

## タイトルの由来
火龍とは焼かれた龍、即ち火葬された皇帝を指し、溥儀が歴代で唯一火葬の屈辱を受けた皇帝であるという意味である。しかし、火葬を“屈辱”と捉えるのは儒教文化圏である漢民族における見方であり（儒教文化圏では土葬が一般的）、満州族出身で、（順治帝の様に自ら望んで火葬された皇帝もいる）清の皇帝であった溥儀にとって火葬は屈辱だったのであろうかという見方もある。

## キャスト
※括弧内は日本語吹き替え(初回放送：1989年5月12日、日本テレビ『金曜ロードショー』※ソフト未収録)。
- 溥儀…レオン・カーフェイ(野沢那智)
- 李淑賢…パン・ホン(田島令子)
- 婉容…マーガレット・リー(沢田敏子)
- 李玉琴（福貴人）…メリー・リー(佐々木優子)
- 周恩来…ワン・ティエツェン(仁内建之)
- 金署長…ワン・ユンティン(今西正男)
- 陳酔…ワン・ペイ(宮内幸平)
- 陳毅[注 1] …ユー・リウェン(糸博)
  - ナレーション…中西妙子（日本公開時）/岸田今日子（日本テレビ版）

※なお、李玉琴役のメリー・リーと婉容役のマーガレット・リーはリー・ハンシャン監督の娘である。